# Вольтийская революционная коммунистическая партия
Вольтийская революционная коммунистическая партия (ВРКП; фр. Parti communiste révolutionnaire voltaïque, PCRV) — коммунистическая партия в Буркина-Фасо, придерживающаяся антиревизионистской позиции.
Основана 1 октября 1978 в результате раскола Вольтийской коммунистической организации. Выпускала печатное издание «Национально-демократическая и народная революция».
После прихода к руководству страны Томаса Санкары не поддержала возглавляемое им революционное социалистическое правительство, в результате чего в партии в 1983 году произошёл раскол. Вышедшая из неё группа сформировала Буркинийскую коммунистическую группу. Из ВРКП также вышла Марксистско-ленинская группа, близкая к Блезу Компаоре; в 1984 году она объединилась с рядом других организаций в Союз буркинийских коммунистов.
Придерживается политической линии, близкой к Албанской партии труда (антиревизионистского марксизма-ленинизма). Активно участвует в Международной конференции марксистско-ленинских партий и организаций (единство и борьба).
Выпускает газету «Баг-Парга».